# Louis Chambon
Louis Chambon est un ingénieur-mécanicien et un entrepreneur français, né le 21 novembre 1861 à La Voulte-sur-Rhône (Ardèche), mort le 29 mai 1932 à Saint-Georges-les-Bains (Ardèche).

## Biographie
Après avoir obtenu à Aix-en-Provence, en 1878, un diplôme d'ingénieur de l'école des Arts et métiers, Louis Chambon vient travailler à Paris. En 1887, il fonde une petite société, l'entreprise « Machines Chambon » qui construit des machines pour la transformation du papier, et des rotatives pour l'imprimerie.
En 1894, avec les frères Braunstein, il met au point une machine à enchevêtrer les feuilles de papier à cigarettes, à l'origine de la création de la marque de papier à cigarettes Zig-Zag. Par la suite en 1949, sa société met au point un nouveau procédé de fabrication des morceaux de sucre.
Louis Chambon meurt en 1932 dans sa propriété de La Châtaigneraie en Ardèche.
En 1989, l'entreprise Machines Chambon a fusionné avec la société Komori Corporation pour former Komori-Chambon, société importante dans le monde de l'impression.